# The Obala
Pour les articles homonymes, voir Obala.
The Obala est un groupe de rock croate originaire de Split. Il est issu de la scission du groupe Daleka Obala.

## Histoire
Le groupe The Obala a été fondé en 2000 par Zoran Ukić et Boris Hrepić après la séparation du groupe Daleka Obala. Il a sorti son premier album - "Istinite priče" (Les vérités parlent) - en 2002 et auquel ont collaboré en tant qu'invités Gibonni, Neno Belan, Dean i Anđa Marić.

## Discographie
- "Istinite priče" (Dancing Bear, 2002)
- "U ime zakona" (Dancing Bear, 2004)